# Gammarella fucicola
Gammarella fucicola is een vlokreeftensoort uit de familie van de Nuuanuidae. De wetenschappelijke naam van de soort is voor het eerst geldig gepubliceerd in 1814 door Leach.